# Joseph Haydn

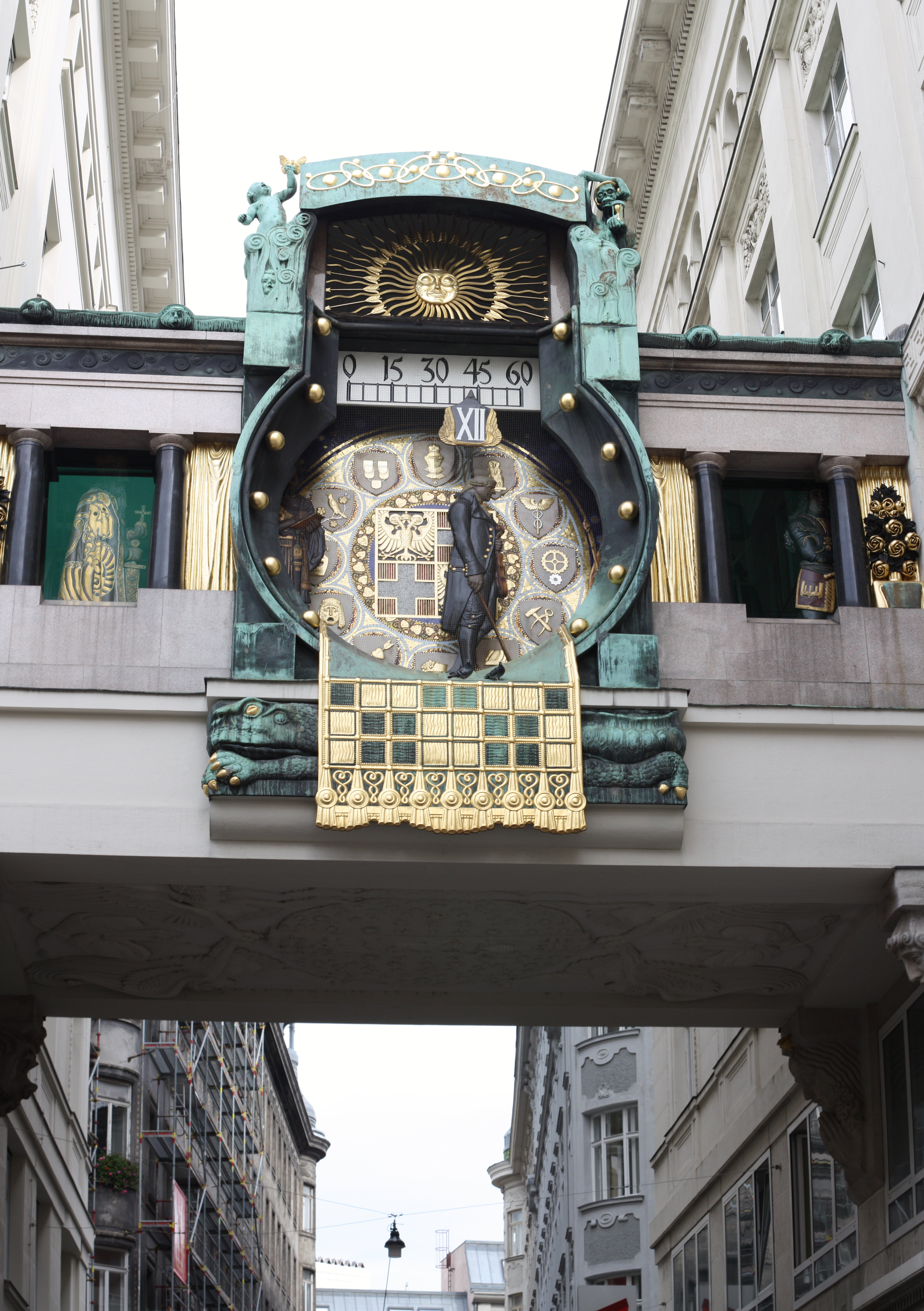
Ankeruhr, Wiedeń, wskazówka zegara przedstawiająca Haydna

Franz Joseph Haydn (ur. 31 marca 1732 w Rohrau, zm. 31 maja 1809 w Wiedniu) – austriacki kompozytor klasycyzmu, najstarszy z tzw. trzech klasyków wiedeńskich, obok Wolfganga Amadeusza Mozarta i Ludwiga van Beethovena.
Joseph Haydn był jednym z głównych przedstawicieli muzyki klasycystycznej oraz jednym z tych, którzy zdefiniowali główne formy muzyczne (m.in. symfonię) tej epoki.
Szczególnie interesujące są jego dzieła z lat 1760–1770, tworzone w stylu Sturm und Drang, który był awangardowym kierunkiem w ramach kultury klasycystycznej, będąc jednocześnie zapowiedzią romantyzmu. W muzyce Haydna objawiło się to stosowaniem niecodziennych akordów, rzadkich tonacji molowych oraz nieoczekiwanych zmian nastroju.
Jego młodszy brat, Michael Haydn (1737–1806), był także kompozytorem, działał przede wszystkim w Salzburgu.

## Młodość (1732–1761)
Joseph Haydn urodził się 31 marca 1732 w Rohrau – wiosce w Dolnej Austrii nad ówczesną granicą węgierską. Był jednym z 12 dzieci wiejskiego cieśli Mathiasa i Anny Marii Koller. Muzykalny i obdarzony pięknym głosem, od 1738 roku uczył się muzyki w Hainburgu, gdzie został dostrzeżony przez dyrygenta chóru przy katedrze św. Szczepana w Wiedniu. Tam kształcił się w grze na skrzypcach i fortepianie. Około 1748 lub 1749 roku – po przejściu mutacji – musiał opuścić chór i zaczął zarobkować jako muzyk w Wiedniu. Przez pewien czas był akompaniatorem Nicola Porpory, od którego pobierał również lekcje kompozycji. W 1759 roku został kompozytorem nadwornym hrabiego Morzina w Dolnej Lukawicy.

## Praca u Esterházych (1761–1790)
W roku 1761 Joseph Haydn został zatrudniony jako nadworny kompozytor i wicekapelmistrz na dworze węgierskiej rodziny arystokratycznej, Esterházych. Pozostał w jej służbie przez prawie 30 lat – do 1790 roku, zdobywając w tym czasie ogromną sławę. W 1766 roku Haydn został jedynym kapelmistrzem, kiedy zmarł główny kapelmistrz Gregor Joseph Werner (1693–1766), niepałający sympatią do kompozytora. W tym samym roku odbyło się poświęcenie nowego pałacu Esterháza nad Jeziorem Nezyderskim. Pałac kosztował fortunę i w zamyśle księcia Mikołaja Esterházyego miał być „węgierskim Wersalem”. Książę wybudował tam teatr; odtąd muzyka operowa zajęła ważną pozycję w twórczości Haydna.
Pierwsze opery (La Canterina 1766, Lo speziale 1768) to opery komiczne. Haydn komponował specjalnie dla księcia tria na baryton (ulubiony instrument księcia), altówkę i wiolonczelę; w latach 1765–1775 powstało 126 takich kompozycji. W 1768 roku podczas pożaru domu Haydna w Eisenstadt część kompozycji uległa zniszczeniu. Lata 70. XVIII w. były okresem świetności pałacu w Esterházie, który odwiedziły w tym czasie znane osobistości (m.in. cesarzowa Maria Teresa).
O prywatnym życiu Haydna i jego działalności w tych latach brak bliższych danych. W 1776 roku powtórny pożar domu kompozytora zniszczył wiele dalszych kompozycji. W 1776 roku Haydn otrzymał propozycję napisania opery dla dworu cesarskiego w Wiedniu. Jako libretto wybrano La vera costanza; wskutek intryg dworskich nie doszło jednak do wystawienia opery (wykonana została 3 lata później w Esterházie). W 1790 roku zmarł książę Mikołaj, a jego następca Antoni I z powodu kłopotów finansowych rozwiązał orkiestrę.

## Samodzielność twórcy (1793–1809)
We wrześniu 1790 roku Haydn wyjechał do Wiednia, gdzie od Johanna Petera Salomona otrzymał propozycję wyjazdu do Anglii oraz kontrakt na napisanie dwunastu symfonii (wśród nich znalazły się również utwory napisane przez Haydna już wcześniej), którymi kompozytor miał dyrygować podczas koncertów w Hanover Square Rooms. W koncertach tych wystąpili wysokiej klasy wykonawcy i cieszyły się one wielkim powodzeniem. W lipcu 1793 Uniwersytet Oksfordzki nadał kompozytorowi gradum doctoris in musica honoris causa; podczas uroczystości wykonano Symfonię G-dur, która z tej przyczyny otrzymała nazwę Oksfordzkiej.
W czerwcu 1792 roku Haydn powrócił do Wiednia; w styczniu 1794 roku wyjechał powtórnie do Londynu, by występować nadal na koncertach Salomona. W 1795 roku Haydn brał udział w serii koncertów »Opera Concerts«, dla których skomponował trzy ostatnie symfonie. W 1795 roku opuścił Anglię, by objąć kierownictwo kapeli Niklósa II Esterházyego (następcy zmarłego księcia Antoniego I). Kontrakt przewidywał pisanie jednej mszy rocznie; stąd w latach 1796–1802 powstało sześć mszy. W tym czasie Haydn rozpoczął pracę nad Stworzeniem świata, które ukończył w 1798 roku; w 1801 roku napisał oratorium Pory roku. Ostatnie lata życia spędził głównie w Wiedniu, na wakacje wyjeżdżając do Eisenstadt.
Haydn był przyjacielem Mozarta, z którym podziwiali się nawzajem. Znał też młodszego od siebie Ludwiga van Beethovena, który uważał go za swojego mistrza i nauczyciela. Haydn zaprzestał komponowania w 1803 roku, na sześć lat przed śmiercią, gdyż pogarszał się jego stan fizyczny; m.in. miał problemy z chodzeniem. Do jego ostatnich dzieł należą dwa oratoria: Stworzenie świata i Pory roku.
Haydn pozostawił po sobie olbrzymią liczbę dzieł, z których wiele weszło do kanonu muzyki poważnej. Zmarł 31 maja 1809 roku w Wiedniu, w wieku 77 lat. Pośmiertnie zwolennicy frenologii odcięli Haydnowi głowę, by zbadać, gdzie w czaszce zlokalizowany jest geniusz artysty. Frenologia nie potwierdzała faktu czyjegoś geniuszu na podstawie wielkości mózgu, jak początkowo sądzono, jedynie zwróciła uwagę na zróżnicowane miejsca w mózgu, pełniące różne, czasem odrębne funkcje.

## Instrumenty
Fortepian „Anton Walter in Wien”, używany przez kompozytora, jest wystawiany w Haydn-Haus w Eisenstadt. W Wiedniu w 1788 roku Haydn zakupił dla siebie fortepian, wykonany przez Wenzela Schantza. Kiedy kompozytor odwiedził Londyn po raz pierwszy, angielski konstruktor fortepianów John Broadwood dostarczył mu fortepian koncertowy.

## Wybrane dzieła Josepha Haydna
| Dorobek kompozytorski  | Liczba dzieł |
| ---------------------- | ------------ |
| Muzyka wokalna         |              |
| pieśni                 | 523          |
| muzyka chóralna        | 70           |
| Muzyka instrumentalna  |              |
| symfonie               | 108          |
| koncert                | 50           |
| muzyka kameralna       | 321          |
| inne formy orkiestrowe | 95           |
| muzyka marszowa        | 8            |
| opery                  | 24           |
| Utwory na fortepian    | 95           |
| RAZEM                  | 1294         |

### Symfonie
Symfonie Josepha Haydna cz. I, Symfonie 1–81
| Hob. I: | Tonacja      | Rok                  | Uwagi                                                                     |
| ------- | ------------ | -------------------- | ------------------------------------------------------------------------- |
| 1       | D-dur        | 1759                 |                                                                           |
| 2       | C-dur        | 1764 (?1761)         |                                                                           |
| 3       | G-dur        | 1762                 |                                                                           |
| 4       | D-dur        | 1762 (?1760)         |                                                                           |
| 5       | A-dur        | 1762 (?1760)         |                                                                           |
| 6       | D-dur        | ?1761                | „Le matin” (Poranek)                                                      |
| 7       | C-dur        | 1761                 | „Le midi” (Południe)                                                      |
| 8       | G-dur        | ?1761                | „Le soir” (Wieczór)                                                       |
| 9       | C-dur        | ?1762                |                                                                           |
| 10      | D-dur        | 1766 (?1761)         |                                                                           |
| 11      | Es-dur       | 1769 (?1760)         |                                                                           |
| 12      | E-dur        | 1763                 |                                                                           |
| 13      | D-dur        | 1763                 |                                                                           |
| 14      | A-dur        | 1764                 |                                                                           |
| 15      | D-dur        | 1764 (?1761)         |                                                                           |
| 16      | B-dur        | 1766 (?ok.1760–1763) |                                                                           |
| 17      | F-dur        | 1766 (?ok.1760–1762) |                                                                           |
| 18      | G-dur        | 1766 (?ok.1762–1764) |                                                                           |
| 19      | D-dur        | 1766 (?ok.1759/1760) |                                                                           |
| 20      | C-dur        | 1766 (?ok.1757–1763) |                                                                           |
| 21      | A-dur        | 1764                 |                                                                           |
| 22      | Es-dur       | 1764                 | „Der Philosoph” (Filozof)                                                 |
| 23      | G-dur        | 1764                 |                                                                           |
| 24      | D-dur        | 1764                 |                                                                           |
| 25      | C-dur        | 1766 (?1761)         |                                                                           |
| 26      | d-moll       | 1770                 | „Lamentatione”                                                            |
| 27      | G-dur        | 1766 (?1761)         |                                                                           |
| 28      | A-dur        | 1765                 |                                                                           |
| 29      | E-dur        | 1765                 |                                                                           |
| 30      | C-dur        | 1765                 | „Alleluja”                                                                |
| 31      | D-dur        | 1765                 | „Mit dem Hornsignal; auf dem Anstand” (Z sygnałem na rogu; na stanowisku) |
| 32      | C-dur        | 1766 (?1760)         |                                                                           |
| 33      | C-dur        | 1767 (?1760)         |                                                                           |
| 34      | d-moll/D-dur | 1767                 |                                                                           |
| 35      | B-dur        | 1767                 |                                                                           |
| 36      | Es-dur       | 1769 (?1761–1765)    |                                                                           |
| 37      | C-dur        | (?1758)              |                                                                           |
| 38      | C-dur        | 1769                 |                                                                           |
| 39      | g-moll       | 1770 (?1765)         |                                                                           |
| 40      | F-dur        | 1763                 |                                                                           |
| 41      | C-dur        | 1770                 |                                                                           |
| 42      | D-dur        | 1771                 |                                                                           |
| 43      | Es-dur       | 1772                 | „Merkur” (Merkury)                                                        |
| 44      | e-moll       | 1772                 | „Trauer-Symphonie” (Symfonia Żałobna)                                     |
| 45      | fis-moll     | 1772                 | „Abschieds-Symphonie” (Symfonia pożegnalna)                               |
| 46      | H-dur        | 1772                 |                                                                           |
| 47      | G-dur        | 1772                 |                                                                           |
| 48      | C-dur        | (?1769)              | „Maria Theresia” (Maria Teresa)                                           |
| 49      | f-moll       | 1768                 | „La Passione” lub “Il quakuo de bel’ humore”                              |
| 50      | C-dur        | 1773                 |                                                                           |
| 51      | B-dur        | 1774                 |                                                                           |
| 52      | c-moll       | 1774                 |                                                                           |
| 53      | D-dur        | ?1778/1779           | „L’Imperiale” lub „Festino”. Istnieją trzy wersje tej symfonii            |
| 54      | G-dur        | 1774                 | „Il Distratto”                                                            |
| 55      | Es-dur       | 1774                 | „Der Schulmeister” (Bakałarz)                                             |
| 56      | C-dur        | 1774                 |                                                                           |
| 57      | D-dur        | 1774                 |                                                                           |
| 58      | F-dur        | 1775 (?ok.1766–1768) |                                                                           |
| 59      | A-dur        | 1769                 | „Feuer” (Ogień)                                                           |
| 60      | C-dur        | 1774                 | „Il Distratto”                                                            |
| 61      | D-dur        | 1776                 |                                                                           |
| 62      | D-dur        | 1781 (?1780)         | I część stanowi przeróbkę finału 53 Symfonii D-dur                        |
| 63      | C-dur        | 1781 (?1779)         | „La Roxelane”                                                             |
| 64      | A-dur        | 1778 (?1773)         | „Tempora mutantur”                                                        |
| 65      | A-dur        | 1778 (?ok.1771–1773) |                                                                           |
| 66      | B-dur        | 1779 (?ok.1775/1776) |                                                                           |
| 67      | F-dur        | 1779 (?ok.1775/1776) |                                                                           |
| 68      | B-dur        | 1779 (?ok.1774/1775) |                                                                           |
| 69      | C-dur        | 1779 (?ok.1775/1776) | „Laudon” lub “Loudon” (Symfonia laudońska)                                |
| 70      | D-dur        | 1779 (?1778/1779)    |                                                                           |
| 71      | B-dur        | 1780 (?1778/1779)    |                                                                           |
| 72      | D-dur        | 1781 (?ok.1763–1765) |                                                                           |
| 73      | D-dur        | 1782 (?1781)         | „La chasse” (Polowanie)                                                   |
| 74      | Es-dur       | 1781 (?1780)         |                                                                           |
| 75      | D-dur        | 1781 (?1779)         |                                                                           |
| 76      | Es-dur       | ?1782                |                                                                           |
| 77      | B-dur        | ?1782                |                                                                           |
| 78      | c-moll       | ?1782                |                                                                           |
| 79      | F-dur        | 1784                 |                                                                           |
| 80      | d-moll       | 1784                 |                                                                           |
| 81      | G-dur        | 1784                 |                                                                           |

Symfonie Josepha Haydna cz. II, Symfonie 82-87 Paryskie
| Hob. I: | Tonacja | Rok   | Uwagi                  |
| ------- | ------- | ----- | ---------------------- |
| 82      | C-dur   | 1786  | „L’ours” (Niedźwiedź”) |
| 83      | g-moll  | 1785  | „La poule” (Kura)      |
| 84      | Es-dur  | 1786  |                        |
| 85      | B-dur   | ?1785 | „La reine” (Królowa)   |
| 86      | D-dur   | 1786  |                        |
| 87      | A-dur   | 1785  |                        |

Symfonie Josepha Haydna cz. III, Symfonie 88-92
| Hob. I: | Tonacja | Rok   | Uwagi |
| ------- | ------- | ----- | --- |
| 88      | G-dur   | ?1787 | podarowana Johannowi Tostowi                                                                                       |
| 89      | F-dur   | 1787  | podarowana Johannowi Tostowi                                                                                       |
| 90      | C-dur   | 1788  | zamówiona przez hrabiego d’Ogny, następnie sprzedana księciu Ernstowi Oettingen-Wallerstein                        |
| 91      | Es-dur  | 1788  | zamówiona przez hrabiego d’Ogny, następnie sprzedana księciu Ernstowi Oettingen-Wallerstein                        |
| 92      | G-dur   | 1789  | „Oxford” (Oksfordzka), zamówiona przez hrabiego d’Ogny, następnie sprzedana księciu Ernstowi Oettingen-Wallerstein |

Symfonie Josepha Haydna cz. IV, Symfonie 93-104 Londyńskie
| Hob. I: | Tonacja | Rok       | Uwagi                                                                             |
| ------- | ------- | --------- | --------------------------------------------------------------------------------- |
| 93      | D-dur   | 1791      |                                                                                   |
| 94      | G-dur   | 1791      | „Mit dem Paukenschlag” (Z uderzeniem w kocioł) lub „The Surprise” (Niespodzianka) |
| 95      | c-moll  | 1791      |                                                                                   |
| 96      | D-dur   | 1791      | „The Miracle” (Cud)                                                               |
| 97      | C-dur   | 1792      |                                                                                   |
| 98      | B-dur   | 1792      |                                                                                   |
| 99      | Es-dur  | 1793      |                                                                                   |
| 100     | G-dur   | 1793/1794 | „Military” (Symfonia wojskowa)                                                    |
| 101     | D-dur   | 1793/1794 | „Die Uhr” (Symfonia zegarowa)                                                     |
| 102     | B-dur   | 1794      |                                                                                   |
| 103     | Es-dur  | 1795      | „Mit dem Paukenwirbel” (Z werblem na kotłach)                                     |
| 104     | D-dur   | 1795      | „London” (Londyńska) lub „Salomon”                                                |

Symfonie Josepha Haydna cz. V, Symfonie 105-108
| Hob. I: | Tonacja | Rok                  | Uwagi                                             |
| ------- | ------- | -------------------- | ------------------------------------------------- |
| 105     | B-dur   | 1792                 | „Concertante” (Koncertująca)                      |
| 106     | D-dur   | ?1769                |                                                   |
| 107     | B-dur   | 1762 (?1761)         | Wersja orkiestrowa Kwartetu smyczkowego Op.1 Nr 5 |
| 108     | B-dur   | 1765 (?ok.1757–1761) | Wydana Pt. „Partita”                              |

### Oratoria
Oratoria Josepha Haydna
| Hob.:   | Tytuł                                                                                            | Rok       | Uwagi                                                                         |
| ------- | ------------------------------------------------------------------------------------------------ | --------- | ----------------------------------------------------------------------------- |
| XXbis   | Stabat Mater                                                                                     | 1767      |                                                                               |
| XXIVa:6 | Applausus (Jubilaeum virtuis Palatium)                                                           | 1768      | oratorium alegoryczne/kantata                                                 |
| XXI:1   | Il ritorno di Tobia (Powrót Tobiasza)                                                            | 1774–1775 |                                                                               |
| XX/2    | Die Sieben letzten Worte unseres Erlösers am Kreuze (Siedem ostatnich słów Zbawiciela na Krzyżu) | 1795–1796 | 7 części, ostatnie słowa Chrystusa przedstawione w technice nota contra notam |
| XXI:2   | Die Schöpfung (Stworzenie Świata)                                                                | 1796–1798 | 3-częściowe,                                                                  |
| XXI:3   | Die Jahreszeiten (Pory roku)                                                                     | 1799–1801 |                                                                               |

### Msze
Msze Josepha Haydna
| Hob. XXII: | Tytuł, Tonacja                           | Rok                  | Uwagi |
| ---------- | ---------------------------------------- | -------------------- | --- |
| 1          | Missa brevis F-dur                       | ?1749                | |
| 2          | Missa Sunt bona mixta malis d-moll       | ?ok.1767–1769        | być może msza a capella; zaginiona |
| 3          | Missa Rorate coeli desuper G-dur         | ?                    | |
| 4          | Missa in honorem BVM Es-dur              | 1774 (ok. 1768–1769) | zw. Missa Sancti Josephi lub Grosse Orgelmesse (Wielka Msza Organowa). |
| 5          | Missa Cellensis in honorem BVM C-dur     | 1766                 | zw. Cäcilienmesse |
| 6          | Missa Sancti Nikolai G-dur               | 1772                 | zw. Nikolaimesse lub 6/4-Ttakt-Messe. |
| 7          | Missa brevis Sancti Joannis de Deo G-dur | 1778 (?ok.1775)      | zw. Kleine Orgelmesse (Mała Msza Organowa). |
| 8          | Missa Cellensis C-dur                    | 1782                 | zw. Mariazellermesse; zamówiona przez Christiana Liebe msza zawdzięcza swoją nazwę od sławnej pielgrzymkowej miejscowości Mariazell w Styrii. |
| 9          | Missa in tempore belli C-dur             | 1796                 | zw. Kriegsmesse (Msza Czasu Wojny) lub Paukenmesse; Haydn nadał taki tytuł mszy, gdyż w tym okresie Napoleon zagrażał Austrii. |
| 10         | Missa Sancti Bernardi von Offida B-dur   | 1796                 | zw. Heiligmesse; Msza dedykowana pamięci Bernarda z Offidy; zawdzięcza swoją nazwę hymnowi Helig, heilig, który jest śpiewany podczas Sanctus. |
| 11         | Missa in Angustiis d-moll                | 1798                 | zw. Nelsonmesse (Msza Nelsońska), w Anglii znana również jako Imperial Mass (Msza cesarska) lub Coronation Mass (Msza Koronacyjna); skomponowana od 10 lipca do 31 sierpnia 1798 roku, podczas pracy nad kompozycją dotarły wieści o zwycięstwie Nelsona w bitwie pod Abukirem. |
| 12         | Missa B-dur                              | 1799                 | zw. Theresienmesse |
| 13         | Missa B-dur                              | 1801                 | zw. Schöpfungmesse; w Agnus Dei znajduje się cytat z oratorium Die Schöpfung (Stworzenie Świata) – stąd nazwa. |
| 14         | Missa B-dur                              | 1802                 | zw. Harmoniemesse |

### Opery
- La caterina, 1766
- Lo speziale, 1768
- Le pescatrici, 1770
- L’infedeltà delusa, 1779
- L’incontro improvviso, 1775
- Księżycowy świat (Il mondo della luna), 1777
- La vera costanza, 1779[9]
- L’isola disabitata, 1779
- La fedeltà premiata, 1781
- Orlando paladino, 1782
- Armida, 1784
- Philemon und Baucis, 1773
- L’anima del filosofo, 1791 (premiera we Florencji w 1951)

### Koncerty
- 11 koncertów fortepianowych
- Koncert na róg nr 1 D-dur
- Koncert na róg nr 2 D-dur
- Koncert na wiolonczelę C-dur
- Koncert na wiolonczelę D-dur
- Koncert skrzypcowy nr 1 C-dur
- Koncert skrzypcowy nr 2 D-dur
- Koncert skrzypcowy nr 3 A-dur
- Koncert skrzypcowy nr 4 G-dur
- Koncert na trąbkę Es-dur

Utwory Haydna zostały skatalogowane przez holenderskiego muzykologa Anthony’ego van Hobokena. Katalog Hobokena jest ułożony systematycznie (według gatunków muzycznych). Używa się skrótu Hob. (czasem tylko H), np: 
Hob. I:104 – Symfonia nr 104
Hob. XXVIII:12 – opera Armida
Symbol literowy po dwukropku oznacza, że autorstwo Haydna jest wątpliwe, np.:
Koncert skrzypcowy D-dur Hob.VIIa:D1 – autorem koncertu jest Carl Stamitz.

## Literatura w języku polskim
- Chomiński Józef, Wilkowska-Chomińska Krystyna: Historia muzyki, cz.II, PWM, Kraków 1989
- Chylinska T., Haraschin S., Schaeffer B.: Przewodnik koncertowy, PWM, Kraków 1991, później w: Chylinska T., Haraschin S., Schaeffer B. Przewodnik po muzyce koncertowej tom I A-Ł, PWM, Kraków 2007.
- Geiringer Karl, Geiringer Irene: Haydn, PWM, Kraków 1985
- Gwizdalanka Danuta: Przewodnik po muzyce kameralnej, PWM, Kraków 1998.
- Piotr Kamiński: Tysiąc i jedna opera, PWM, Kraków 2008, ISBN 978-83-224-0899-5.
- Lucjan Kydryński: Opera na cały rok, PWM, Kraków 1989, ISBN 83-224-0334-8.